# Borbonomyndus pallidus
Borbonomyndus pallidus är en insektsart som först beskrevs av Synave 1960.  Borbonomyndus pallidus ingår i släktet Borbonomyndus och familjen kilstritar. Inga underarter finns listade i Catalogue of Life.